# Galeria Thielska
La galeria Thielska, és un museu d'art situat a l'illa Djurgården al centre d'Estocolm, Suècia.
La galeria Thielska compte entre els més importants museus d'art suec. Conserva sobretot obres dels membres de l'associació dels artistes (konstnärsförbundet), un moviment creat l'any 1886 com a oposició a la Reial Acadèmia de Suècia. S'hi troba també una de les col·leccions més grans del món d'obres del pintor Edvard Munch. El museu va ser creat pel banquer Ernest Thiel, qui va ser la un dels més grans col·leccionistes d'art suec. L'edifici pertany a l'estat, mentre que el museu és gestionat per una fundació.
Ulf Linde va ser el conservador de la galeria de 1977 a 1997.

## Arquitectura
La galeria Thielska es troba dins la casa coneguda com a Villa Eolskulle, construïda l'any 1907 per servir de residència d'Ernest Thiel i a la seva família. Situada sobre el punt més elevat d'una petita península, va estar dissenyada en estil Jugendstil per l'arquitecte Ferdinand Boberg.
L'edifici està classificat com a monument històric i és l'administració de béns immobiliaris de l'Estat qui se n'encarrega de la seva conservació.

## Col·lecció
L'edifici i la col·lecció d'art van estar comprades per l'estat suec l'any 1924. Avui, la galeria Thielska és un museu on el públic pot admirar obres dels artistes Edvard Munch, Anders Zorn, Gustaf Fjæstad, Karl Nordström, Nils Kreuger, Richard Bergh, Eugène Jansson, Ernst Josephson, Carl Fredrik Hill, Axel Törneman, August Strindberg, Carl Larsson, Olof Sager-Nelson, Vilhelm Hammershøi, Gustav Vigeland, Paul Gauguin, Auguste Rodin i Bruno Liljefors.
S'hi troba també una còpia de la màscara mortuòria del filòsof Friedrich Nietzsche, del qual Ernest Thiel era un fervent admirador.

## Galeria

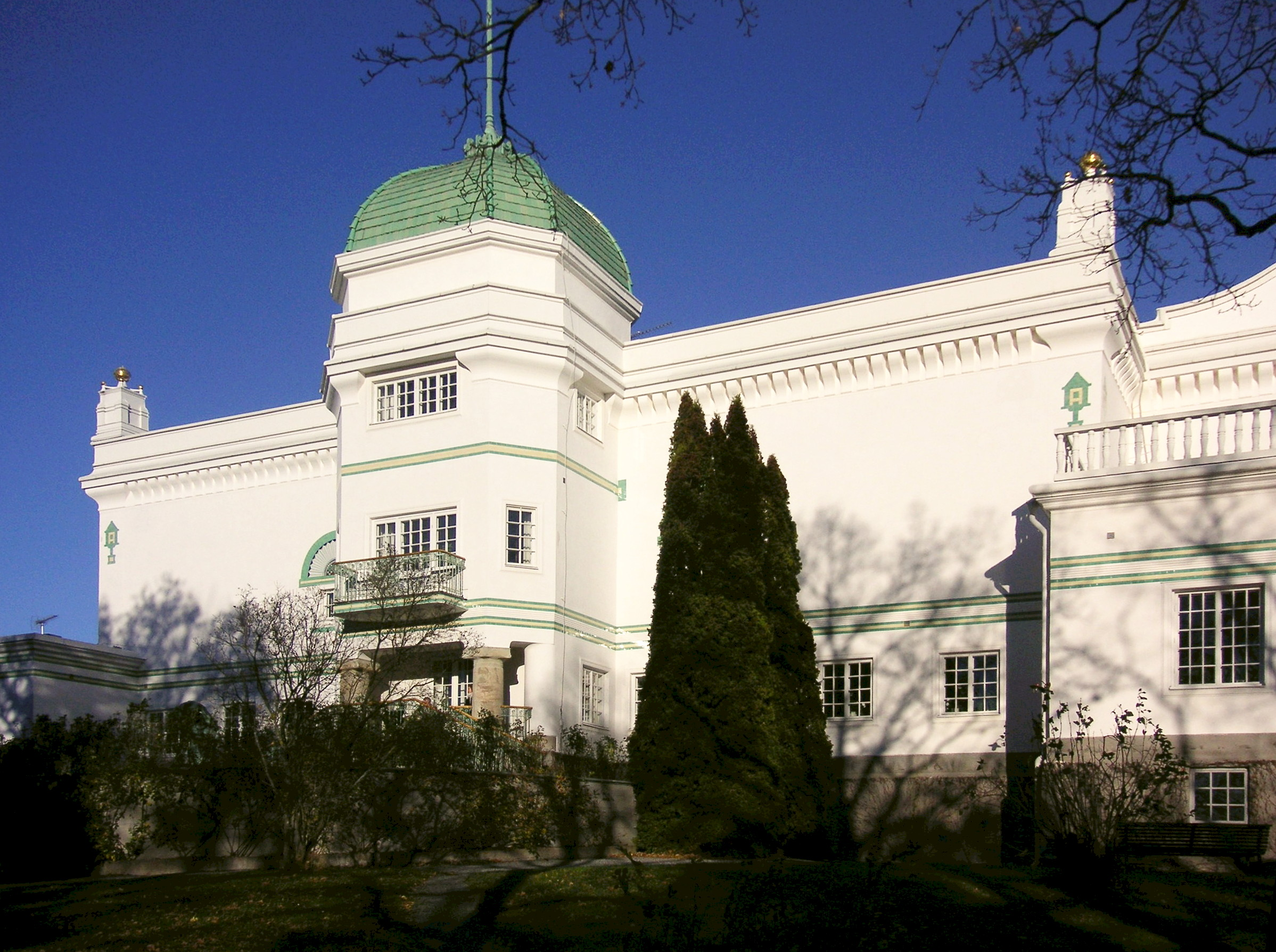
Façana sud de la Galeria
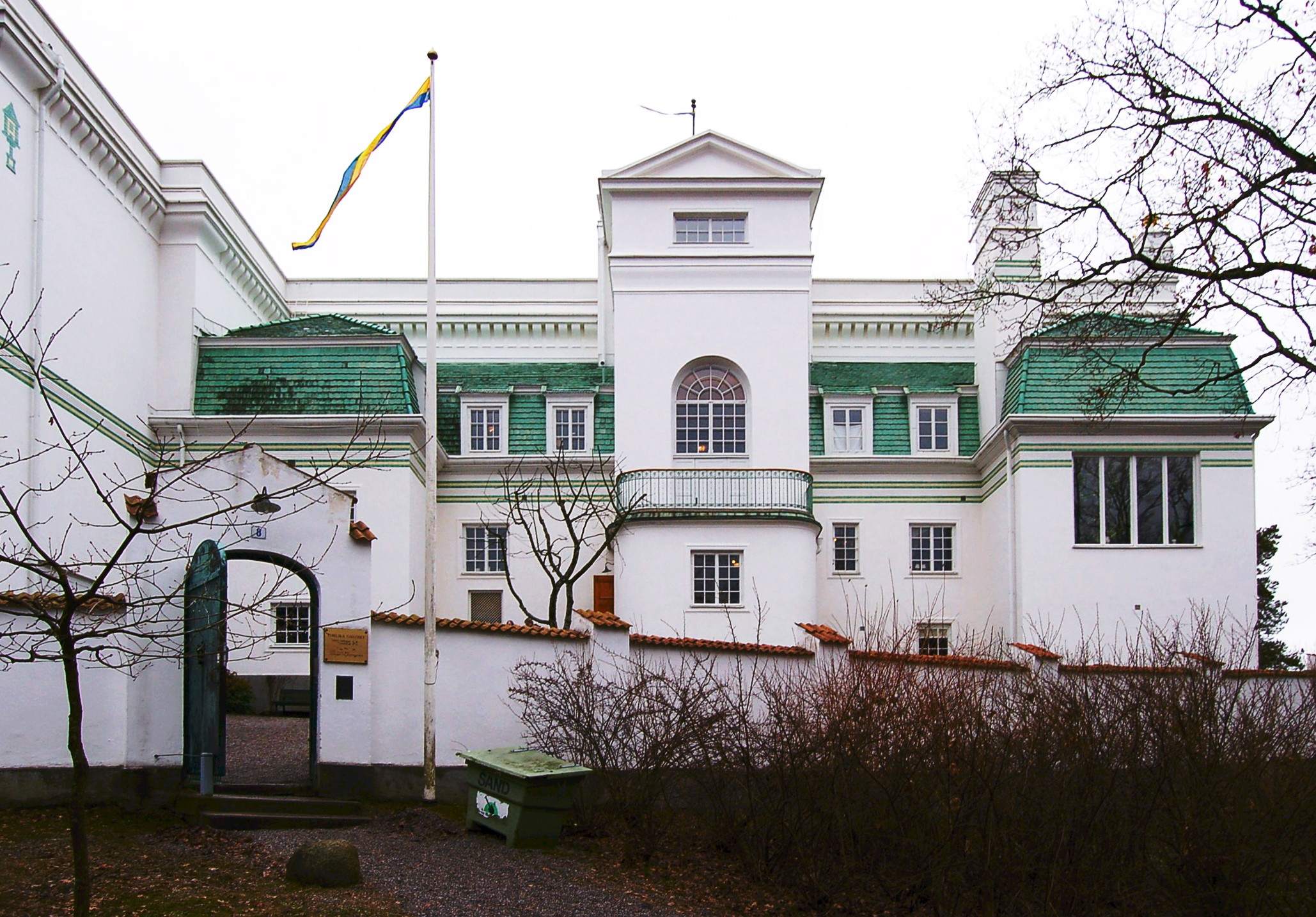
Entrada principal
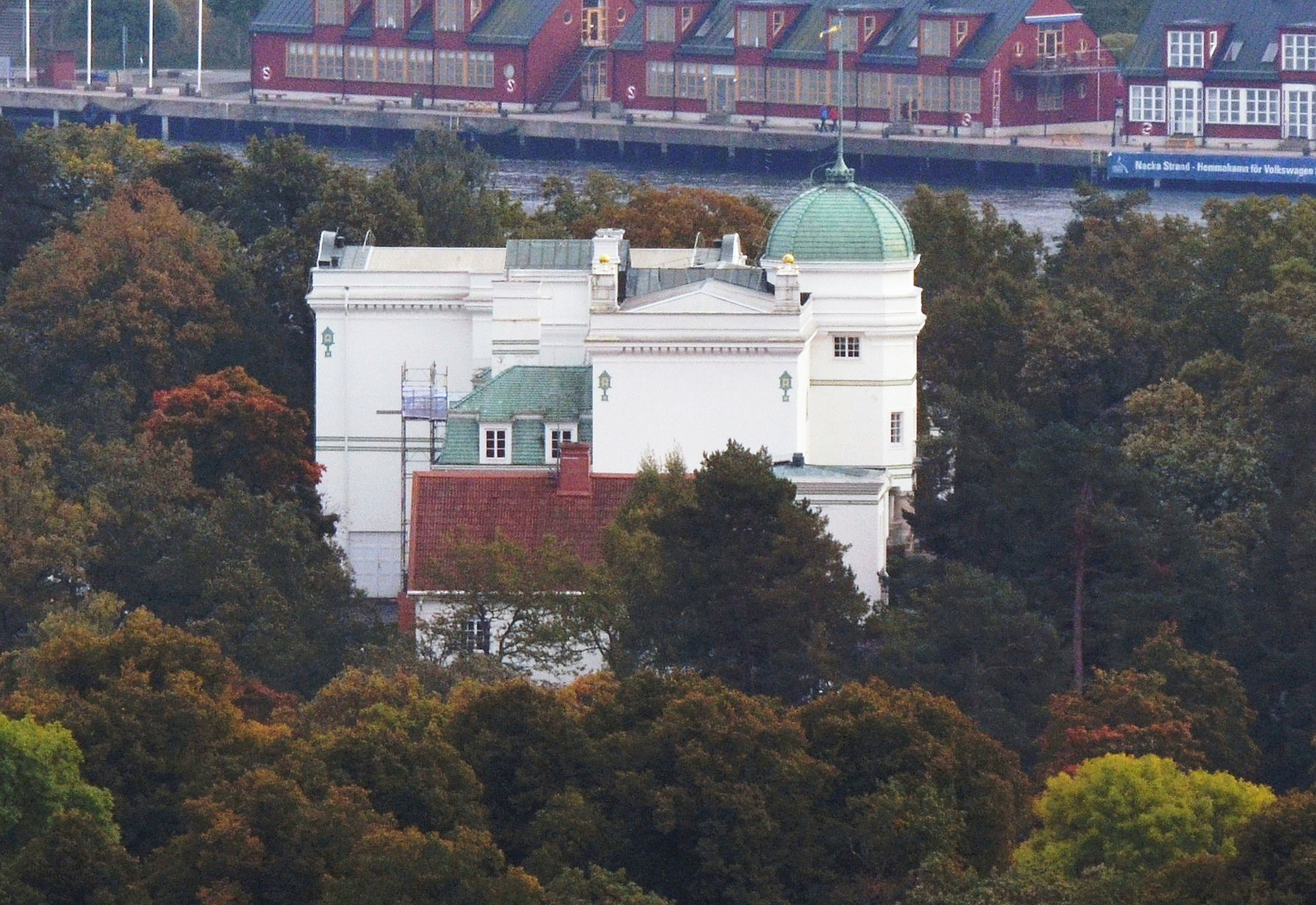
Vista aèria
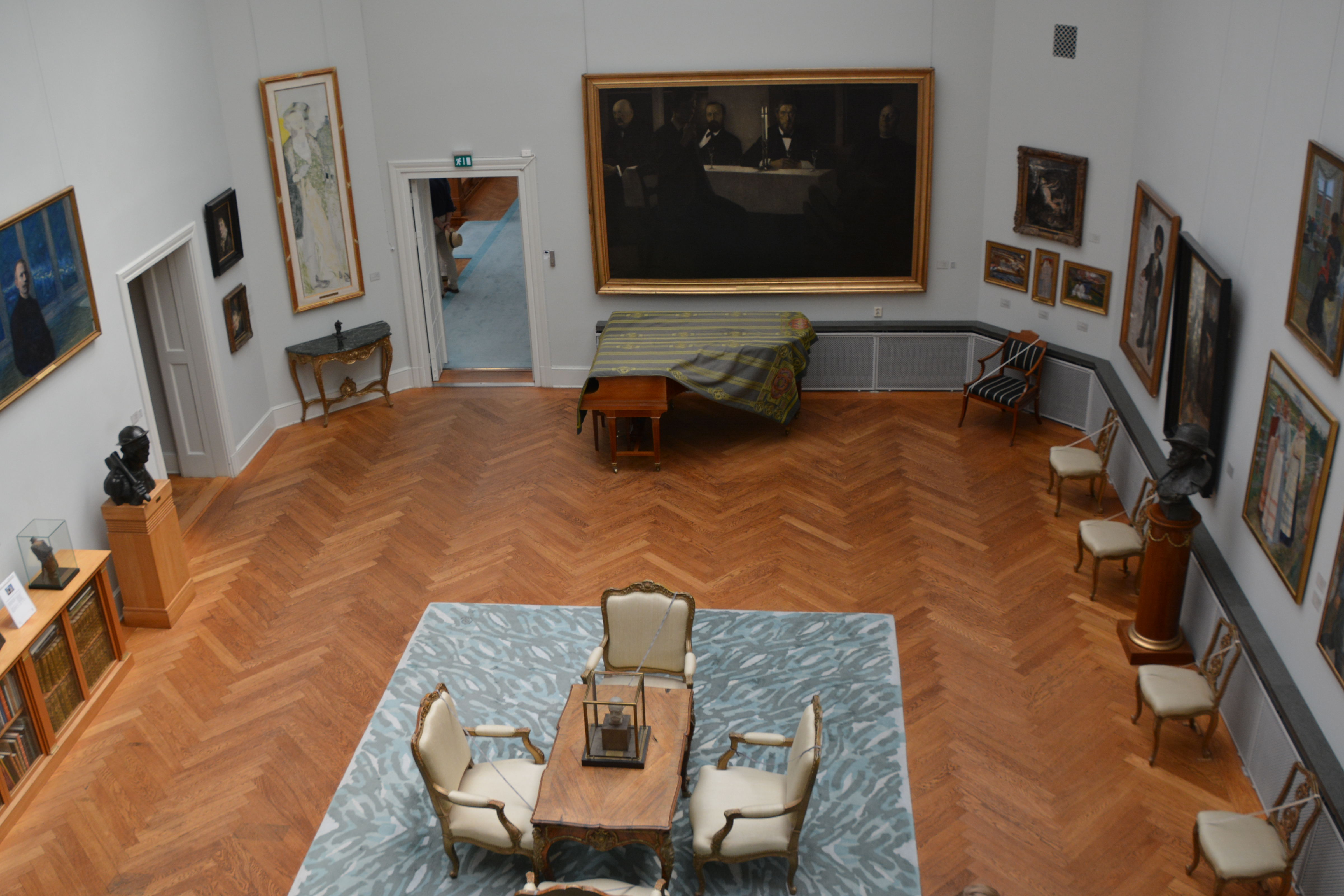
Ala est de la Galeria
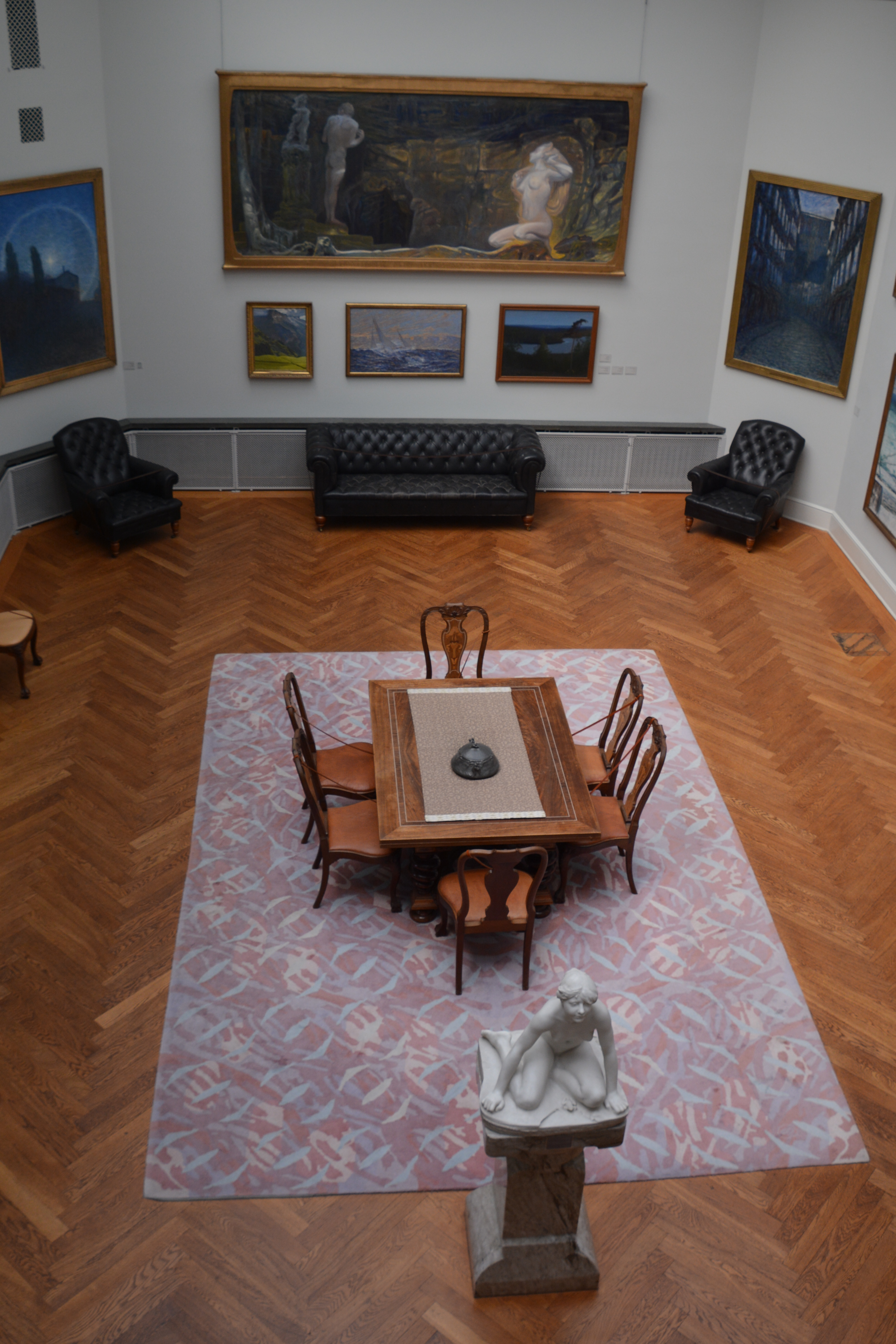
Ala oest de la Galeria